# Lagune de Kokkilai
La lagune de Kokkilai  (en tamoul : கொக்குளாய் et en singhalais : කෝකිලායි)  est une grande lagune du nord-est du Sri Lanka.
D'une superficie d'environ 30 km2, elle est située près de la ville de Kokkilai.